# Phytocoris quercinus
Phytocoris quercinus är en insektsart som beskrevs av Stonedahl 1988. Phytocoris quercinus ingår i släktet Phytocoris och familjen ängsskinnbaggar. Inga underarter finns listade i Catalogue of Life.